# Un Nos Ola Leuad
Un Nos Ola Leuad  (en gal·lès, una nit de lluna) és una pel·lícula del Regne Unit en gal·lès basada en la famosa novel·la Un Nos Ola Leuad (1961), de Caradog Prichard. Va ser produïda el 1991 per Cwmni Gaucho. El director va ser Endaf Emlyn que també va escriure el guió, amb Gwenlyn Parry. La pel·lícula és protagonitzada per Dyfan Roberts i Tudor Roberts en el paper principal (com a adult i nen), Betsan Llwyd com a mare, i altres.
Igual que a la novel·la, els esdeveniments de la pel·lícula estan ambientats en un poble imaginari de pedreres al nord de Gal·les, que representa clarament Bethesda, Gwynedd, la ciutat natal de Caradog Prichard. És una pel·lícula poderosa que tracta sobre la malaltia mental, la bogeria, la sexualitat i emocions.
S'ha emès diverses vegades a Sianel 4 Cymru. Fou projectada com a part de la secció oficial del Festival Internacional de Cinema de Sant Sebastià 1991.

## Repartiment
- Dyfan Roberts (Dyn)
- Tudor Roberts (Bachgen)
- Betsan Llwyd (Mam)
- Delyth Einir (Jini)
- Cian Ciarán (Huw)
- Dilwyn Vaughan (Moi)

## Premis
| Festival               | Any  | Premi               | Receptor     |
| ---------------------- | ---- | ------------------- | ------------ |
| Gwyl Ffilmiau Celtaidd | 1992 | Ysbryd yr Ŵyl       |              |
| BAFTA Cymru            | 1992 | Millor so           |              |
| BAFTA Cymru            | 1992 | Millor il·luminació |              |
| BAFTA Cymru            | 1992 | Millor vestuari     |              |
| BAFTA Cymru            | 1992 | Millor maquillatge  | [ 4 ]        |
| BAFTA Cymru            | 1992 | Millor drama        |              |
| Festróia               | 1992 | Millor guió         |              |
| Festróia               | 1992 | Millor actriu       | Betsan Llwyd |
| Festróia               | 1992 | Millor fotografia   |              |